# Сосновый Лес (урочище)
Сосно́вый Лес — урочище на территории Октябрьского и Советского округов города Липецка. Памятник природы местного значения.
Урочище находится на юго-западе города Липецка на территории 19 микрорайона по обоим берегам реки Липовка в её верховьях. Границы урочища проходят по бровкам склонов лога и ограничены с запада и востока насыпями автомобильной и грунтовой дорог.
Комплекс имеет некоторое научное значение, так как на его примере можно наблюдать развитие подобных искусственных котловин в балках для прогнозирования. В комплексе с памятниками природы регионального значения Каменный лог, Верхний парк, Нижний парк, а также планируемыми охраняемыми природными территориями Парк Победы и урочищем Петровский пруд образуется единая охраняемая «зеленая» зона, проходящая через всю территорию правобережной части города Липецка.

## Флора и фауна
Виды животных на территории урочища типичны для городской зоны. Это виды нуждаются в постоянном контроле и наблюдении. Из-за протекания по территории реки Липовка в последнее время наблюдается увеличение видового разнообразия птиц, таких как утиные, кулики и зимородковые. В летнее время в реке Липовка отмечалось наличие рыбы.
Виды животных, обитающих на территории урочища «Сосновый лес»: кряква, серая куропатка, обыкновенный зимородок, ворон, рябинник, черноголовый щегол, чёрный стриж, белая трясогузка, прыткая ящерица, обыкновенный уж, краснобрюхая жерлянка, прудовик обыкновенный.